# Villarsel-sur-Marly
Villarsel-sur-Marly (toponimo francese; in tedesco Willischert, desueto) è un comune svizzero di 85 abitanti del Canton Friburgo, nel distretto della Sarine.

## Monumenti e luoghi d'interesse

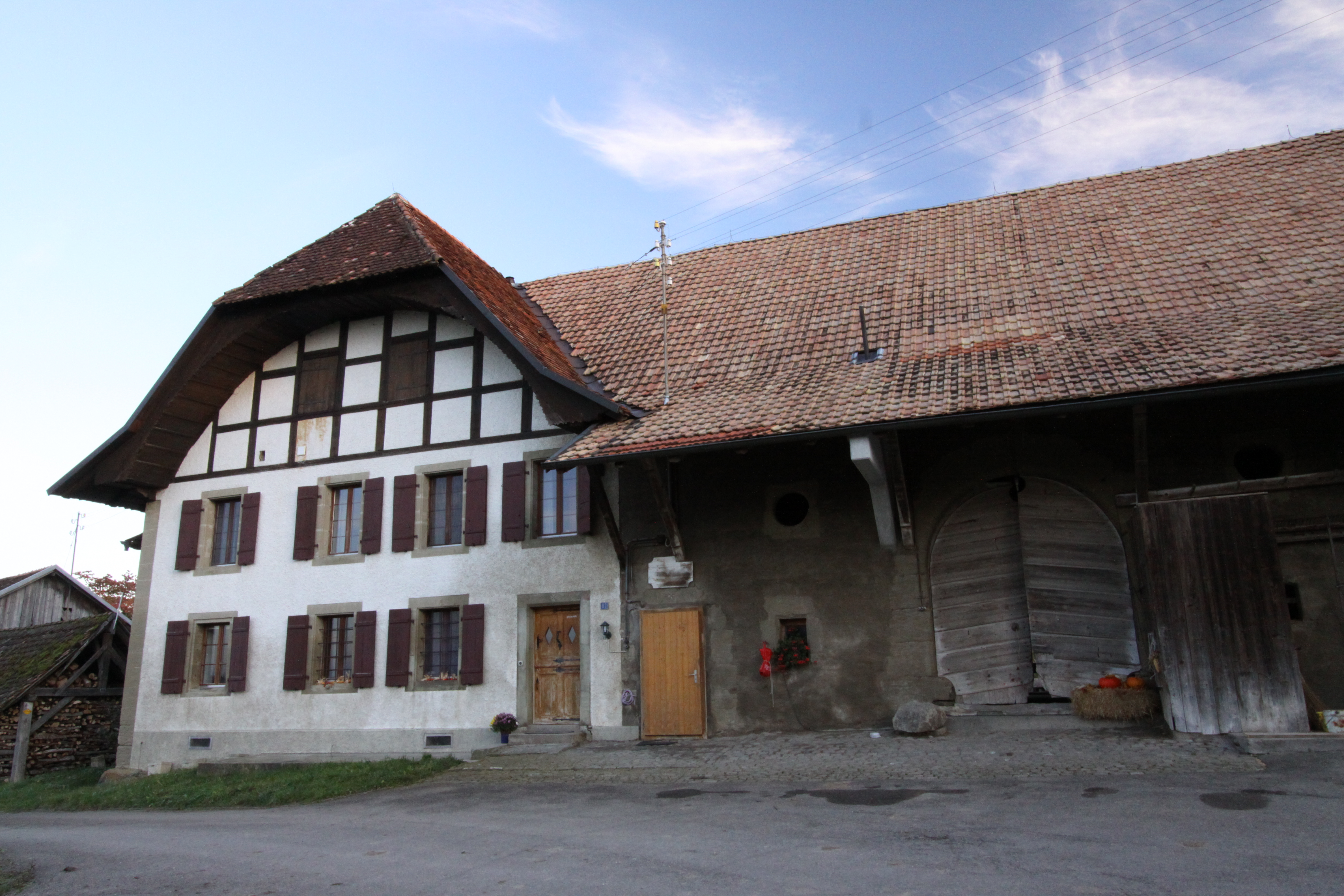
La tenuta della commenda gerosolimitana

- Tennuta della commenda gerosolimitana di Friburgo, eretta nel XVI secolo[1].

## Società

### Evoluzione demografica
L'evoluzione demografica è riportata nella seguente tabella:
Abitanti censiti

## Amministrazione
Ogni famiglia originaria del luogo fa parte del comune patriziale che ha la responsabilità della manutenzione di ogni bene comune.